# Arhopala ariana
Arhopala ariana är en fjärilsart som beskrevs av Evans 1925. Arhopala ariana ingår i släktet Arhopala och familjen juvelvingar. Inga underarter finns listade i Catalogue of Life.

## Bildgalleri

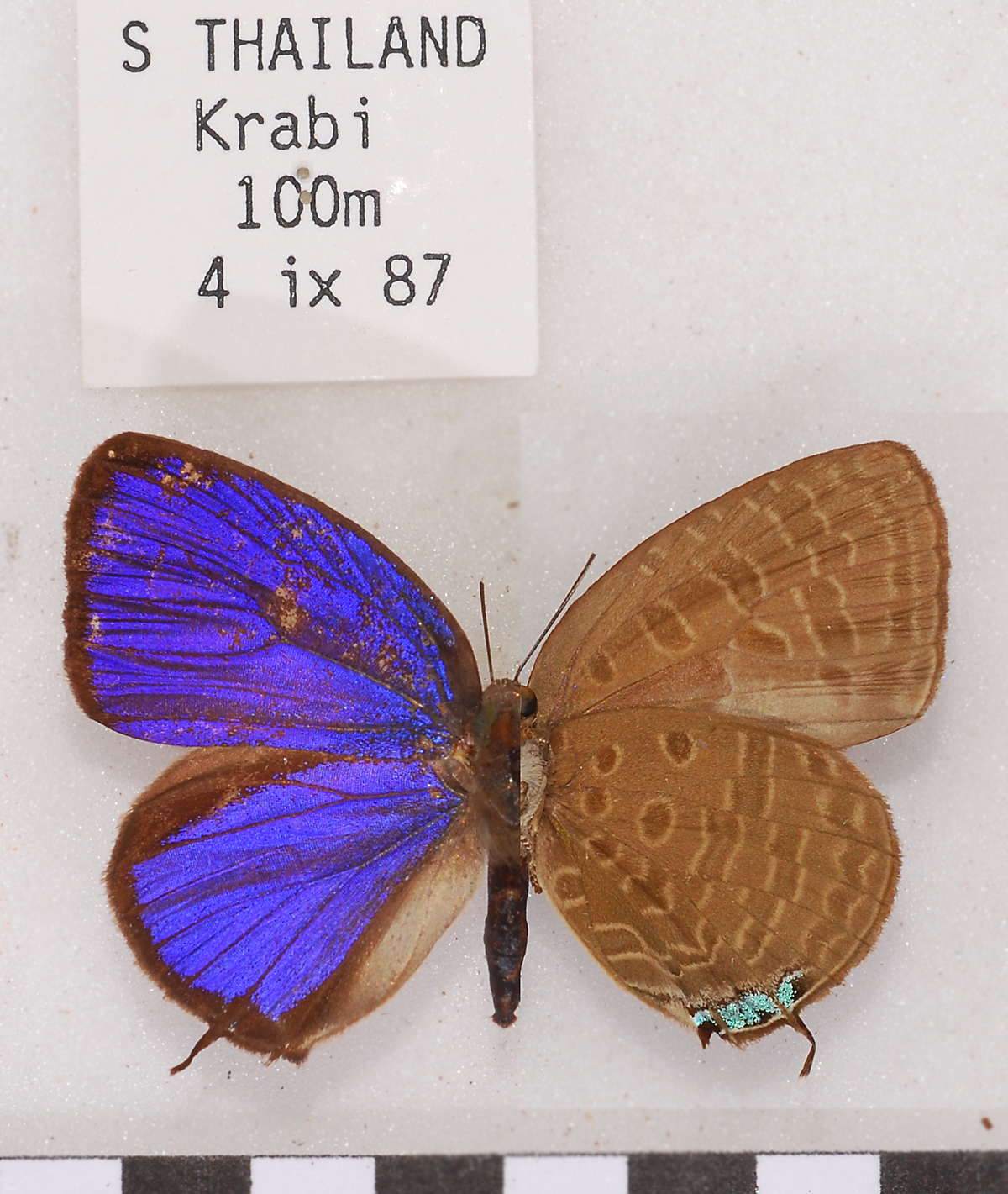